# プラニツァ

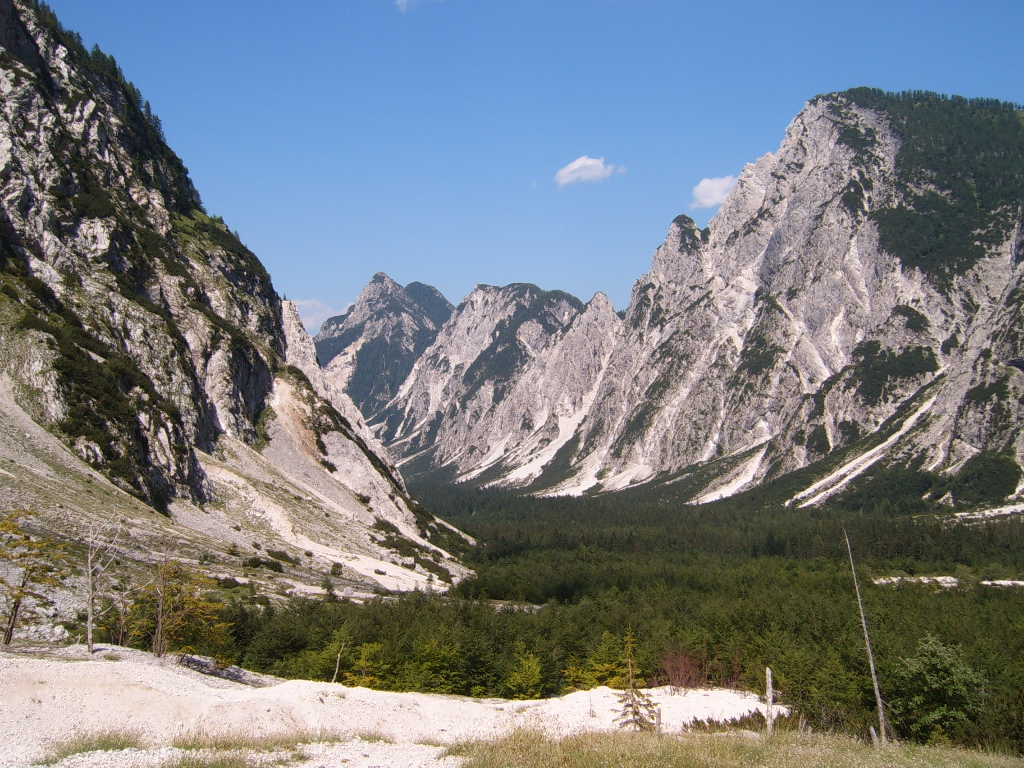
プラニツァ谷

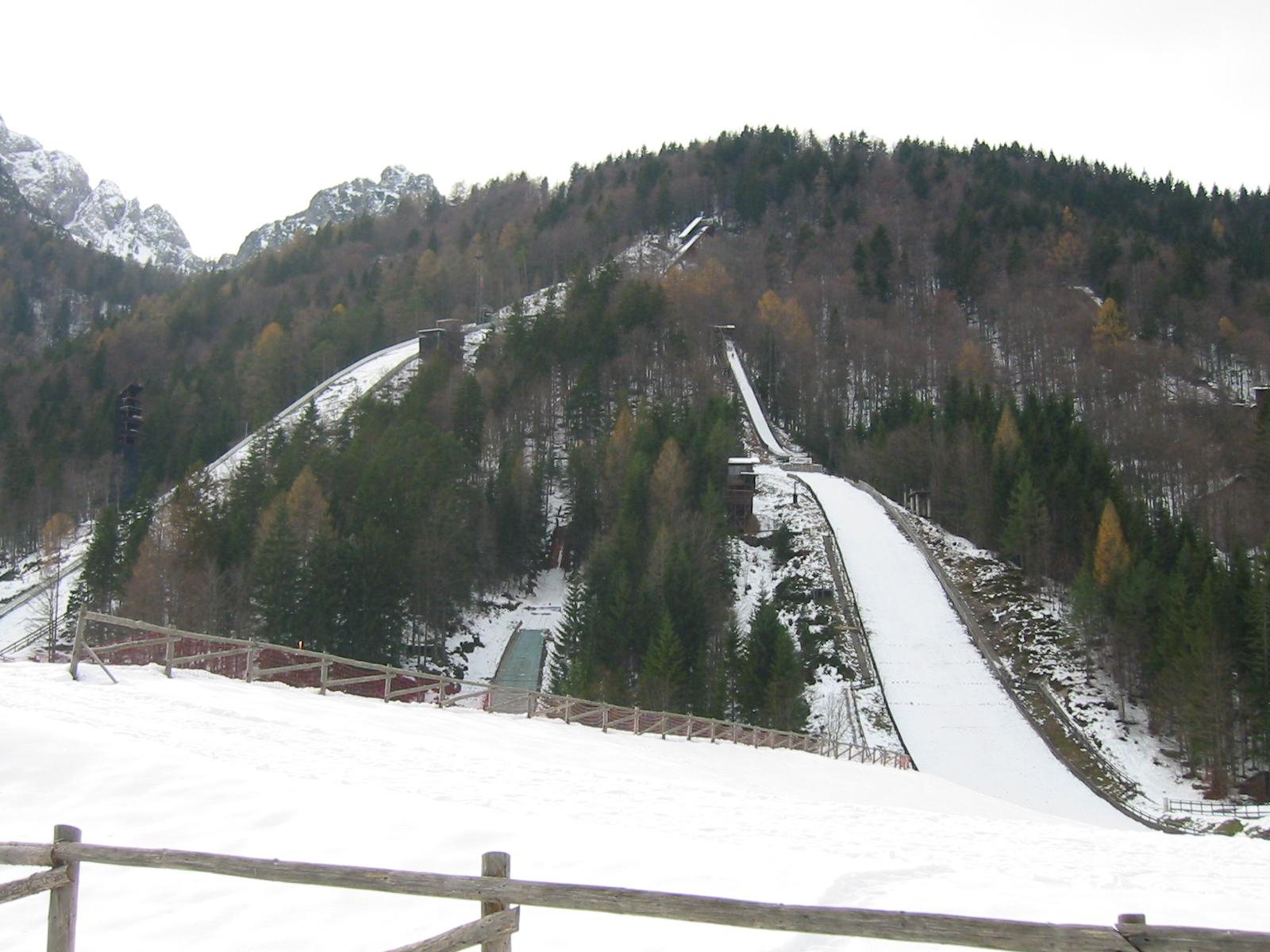
左からレタウニツァ、K=40、スカカウニツァ、ヴェリカンカの助走路もわずかに見える

プラニツァ（Planica）は、スロベニアの北西部、ジュリア・アルプス山脈にある谷のひとつである。世界最大級のスキージャンプ競技場があることで知られている。

## 概要
クランスカ・ゴーラの西約11kmのRateče集落にあり、トリグラウ国立公園に含まれる。イタリア及びオーストリアとの国境から2キロメートルほど離れている。
例年3月にスキージャンプ・ワールドカップの最終戦シリーズが行われるほか、スキーフライング世界選手権が過去8回行われている。このスキージャンプ大会には毎年数万人が観戦に訪れる。
レタウニツァ・ブラトウ・ゴリシェク（FH: K=200・HS=225）をはじめとし、ブロウトコヴァ・ヴェリカンカ（NH K=95・HS=104/LH K=125・HS=139）、ノルマルナ・ブロウトコヴァ・スカカウニツァ（MH K=60・HS=66/K=78・HS=84）、そのほかK=40、K=30、K=8のジャンプ台が設置されている。
1930年、ポンツァ山の斜面に最初のジャンプ台が建設された。1934年にはブロウトコヴァ・ヴェリカンカ、1969年にはレタウニツァ・ブラトウ・ゴリシェクが建設され、スキージャンプの世界記録の多くがここで樹立された。
2005年3月20日、ノルウェーのビヨーン・アイナール・ローモーレンが239mを飛んで世界記録としたが、2011年2月、ノルウェーに完成した世界最大、HS225mのヴィケルスンジャンプ競技場のフライングヒルでヨハン・レメン・エベンセンが246.5mを記録してこれが世界記録となった。しかしプラニツァもその後HS225mに改修され、2025年3月30日、地元スロベニアのドメン・プレヴツがに254.5mを記録して世界記録を更新、ヴィケルスンから15年ぶりに世界記録の地の称号を奪還した。
そのほかプラニツァオリンピックスポーツセンターがあり、登山やスキーなど山岳スポーツの拠点、トレーニングセンターとなっている。